# Азбука Морзе

Азбука Морзе

Азбука Мо́рзе, код Мо́рзе, «морзя́нка» — способ знакового кодирования, в котором буквы алфавита, цифры, знаки препинания и другие символы представляются в виде последовательностей коротких и длинных сигналов, называемых «точками» и «тире». Предназначена для передачи по последовательным каналам связи. Уникальность азбуки Морзе состоит в том, что она совмещает в себе сразу несколько особенностей:
- возможность кодирования и декодирования человеком без применения специальных терминальных устройств;
- экономная длина сообщений (при условии ручного кодирования и раскодирования — в усовершенствованной версии Фридриха Герке буквы были закодированы по частоте использования, то есть чем чаще в среднем используется буква, тем меньше длина её кода);
- удовлетворительная устойчивость к помехам и ручным ошибкам (за счёт значительного отличия сигналов точки и тире друг от друга);
- общеизвестность (азбука начала использоваться на ранних этапах развития передающей техники).

Наиболее широко используется слуховой приём азбуки Морзе, который получил распространение в радиосвязи (слуховой радиотелеграф). В ВМФ код Морзе применяется в световой связи между кораблями, осуществляемой при помощи специальных сигнальных прожекторов. Тактильная передача кода Морзе встречается редко, в частности, она есть в некоторых моделях смарт-часов.
В стандартном коде Морзе за единицу времени принимается длительность самого короткого сигнала — точки. Длительность тире равна трём точкам. Пауза между элементами одного знака — одна точка, между знаками в слове — 3 точки, между словами — 7 точек. Код может передаваться с любой доступной скоростью, причём возможность декодирования сохраняется и при значительных неточностях в соблюдении временных интервалов.
Назван в честь американского изобретателя и художника Сэмюэла Морзе. Буквенные коды (собственно «азбука») были добавлены коллегой Морзе, Альфредом Вейлом — факт, который Морзе впоследствии всячески отрицал (а заодно приписывал себе изобретение телеграфа как такового). Вейлом же, возможно, была придумана и цифровая часть кода. В 1848 году код Вейла/Морзе был усовершенствован немцем Фридрихом Герке. Код, усовершенствованный Герке, используется до настоящего времени.

## История

### Аппарат Морзе
Азбука Морзе была создана изобретателями Сэмюэлом Морзе, Альфредом Вейлом и Джозефом Генри в 1838 году для изобретённого ими телеграфного аппарата, получившего название аппарата Морзе. Некоторые исследователи полагают, что автором кода был Альфред Вейл — партнёр Сэмюэла Морзе по бизнесу, известный тем, что ввёл «коммерческий код» из групп по 5 символов.
В отличие от первых телеграфных аппаратов стрелочного типа с довольно ненадёжной передачей информации, которая часто производилась посредством сложных для того времени многопроводных линий связи и с небольшими скоростями (порядка 25 слов в час), аппарат Морзе позволил в 10 раз повысить скорость передачи, применяя при этом только один сигнальный провод (вторым могла служить земля) и ведя автоматическое документирование в виде записи сигнала на бумажную ленту. Аппарат состоял из телеграфного ключа, которым телеграфист вручную модулировал ток в линии, и приёмного пишущего устройства, протягивающего перед иглой или валиком с краской бумажную ленту. Под действием электромагнита, подключённого к линии, валик прижимался к бумаге, оставляя на ней следы разной длительности, которыми посредством азбуки Морзе кодировалось переданное сообщение.

### Развитие азбуки Морзе
Первый, оригинальный, код Морзе отличался от современного, в нём использовались посылки множества разных длительностей, «точка», «тире», «длинное тире» (в 4 раза длиннее «точки»), а также паузы разной длины внутри символа. К примеру, латинская буква C кодировалась тремя точками, в которых пауза между первой и второй была короткой, а между второй и третьей — более длинной, а цифра 0 вообще представляла собой очень длинное тире (более 10 точек). Ещё одним недостатком, осложнявшим использование первоначального кода в других странах, было то, что не предусматривалась передача букв, отсутствующих в латинском алфавите.
В 1848 году немецкий инженер Фридрих Герке усовершенствовал код Морзе, введя туда новые символы, сделав неизменными межэлементные паузы внутри символа и оставив только два по длительности элемента: короткий — точка и длительный — тире. С 1851 года код Герке, получивший название «гамбургский алфавит» (Hamburg alphabet) или «континентальный код Морзе» (Continental Morse code), был принят в Германии и Австрии, первоначальный код Морзе при этом получил название американского.
В 1865 году на первой Международной телеграфной конференции, ставшей учредителем Международного союза электросвязи (МСЭ), разрабатывается и принимается международный код Морзе (International Morse code), который явился дальнейшим развитием кода Герке. Долгое время различные версии азбуки Морзе в разных странах существовали независимо; тем не менее, это не вызывало больших неудобств, поскольку телеграфные линии были проводными. В начале XX века началось бурное развитие радиосвязи, и в 1930-х годах международный вариант азбуки Морзе вытеснил остальные. Он используется и в настоящее время.
Русский вариант азбуки был принят в 1856 году. Для передачи русских букв использовались коды сходных латинских букв; это же соответствие алфавитов позже перешло в коды буквопечатающих телеграфных аппаратов (в частности, код аппарата СТ-35 и МТК-2), а затем (из МТК-2) — в компьютерные кодировки символов КОИ-7 и КОИ-8. Последние унаследовали характерную особенность МТК-2, которая заключается в изменении русской буквы, соответствующей латинской букве Q: если в азбуке Морзе и коде аппарата СТ-35 это Щ, то в МТК-2, КОИ-7 и КОИ-8 — Я.
В 2004 году Сектор радиосвязи МСЭ (МСЭ-R) ввёл в азбуку Морзе новый код ▄▄▄▄▄▄▄▄▄▄▄▄▄▄▄▄▄▄▄▄ для символа «коммерческое „эт“» (@) для удобства передачи адресов электронной почты.
В настоящее время использование кода Морзе в электросвязи регламентировано Рекомендацией МСЭ-R M.1677-1 (10/2009). Согласно документу, официально определено 27 букв и 10 цифр, а также 20 знаков препинания и других символов. В некоторых странах до сих пор существуют разночтения касаемо использования знаков препинания и букв, не имеющих аналогов в латинском алфавите.

### Азбука Морзе в проводной телеграфии
Телеграфные аппараты системы Морзе быстро распространились по всему миру, вместе с ними получила распространение и азбука Морзе. С развитием буквопечатающей телеграфной техники стало ясно, что код Морзе не является оптимальным способом последовательного кодирования — он на 60 % длиннее пятибитного телеграфного кода Бодо. Максимальная скорость передачи аппарата Морзе также сравнительно невелика; так, например, появившийся в России в 1865 году буквопечатающий аппарат Юза мог передавать текст со скоростью до 180 знаков в минуту, в то время как предельная скорость аппарата Морзе того времени составляла 500—550 слов в час. Впоследствии появились ещё более совершенные буквопечатающие аппараты Бодо (1874), Мюррея (1901), Крама (1910), Крида (1924), Шорина (1929) и другие синхронного и стартстопного действия, а также факсимильные аппараты. Несмотря на это, благодаря своей простоте, надёжности и гибкости в использовании аппарат Морзе около 100 лет был основной рабочей лошадкой телеграфных сетей.
В 1880-х годах начали появляться быстродействующие телеграфные аппараты Уитстона, в которых код Морзе при помощи перфоленты передавался в 3—5 раз быстрее. Впоследствии их дополнили реперфораторы и буквопечатающие устройства Крида (ок. 1901), механически преобразующие код Морзе с перфоленты в печатный текст. Также получили распространение клопферы — аппараты для слухового приёма азбуки Морзе, звук в которых создавался не тональным сигналом, как принято в радиосвязи, а щелчками якоря специального электромагнита, один ограничитель которого делался из металла, а другой — из слоновой кости, чтобы было легче различать точки и тире на слух. Клопферы работали быстрее самопишущих аппаратов Морзе и могли применяться на линиях с большим затуханием, когда для пишущего механизма не хватало тока, либо если он выходил из строя. Тем не менее, клопферы требовали постоянной работы квалифицированных операторов, в то время как аппараты Морзе вели запись телеграмм автоматически.
В 1913 году в телеграфных сетях России использовалось 9014 аппаратов Морзе и 121 аппарат Уитстона (также использующий код Морзе), и только 790 буквопечатающих аппаратов Юза и 115 аппаратов Бодо. Аппараты Морзе долго использовались и в советское время, в основном в периферийных сетях низовой связи, где не требовалось больших скоростей и объёмов информации. Окончательно они перестали выпускаться и вышли из употребления только после Великой Отечественной войны, однако азбука Морзе в это время продолжала широко использоваться в радиосвязи.

### Азбука Морзе в радиосвязи
Широкое распространение азбуки Морзе в радиосвязи обусловлено возможностью её приёма на слух даже при высоком уровне шумов и помех, возникающих при распространении и приёме радиоволн. Первоначально радиоприёмные устройства пытались делать по образу и подобию проводных телеграфных аппаратов, и основным приёмным элементом в них являлось пороговое устройство — электромагнитное реле или звонок. Тем не менее порог срабатывания даже самого чувствительного реле часто оказывался слишком высок для регистрации очень слабых сигналов с антенны. 29 мая (10 июня) 1899 года помощник А. С. Попова П. Н. Рыбкин, проводя наладку радиосвязи на форте Милютин вблизи Кронштадта, неожиданно обнаружил возможность приёма телеграфных сигналов на слух при помощи головных телефонов, обусловленную неизвестным ранее и проявляющимся только при слабых сигналах детектирующим свойством когерера. Новый телефонный радиоприёмник, использующий открытое Рыбкиным явление, был запатентован Поповым в России, Англии и Франции, и вскоре слуховой приём азбуки Морзе стал основным в радиосвязи.
На начальном этапе развития радиосвязи передатчики не могли передавать в эфир немодулированный сигнал, а получение незатухающих колебаний являлось сложной технической проблемой. Для передачи радиограмм в ту пору использовались искровые передатчики, генерировавшие затухающий сигнал, который, в зависимости от устройства передатчика, напоминал треск или музыкальный тон и модулировался при помощи телеграфного ключа. Приём, в свою очередь, осуществлялся на детекторные приёмники. После Первой Мировой войны, благодаря появлению электромашинных генераторов и электронных ламп, стало возможно использовать спектрально чистый сигнал с постоянной амплитудой, гетеродинные и супергетеродинные радиоприёмники, а также поднять рабочие частоты до диапазона коротких волн. Всё это значительно повысило дальность радиотелеграфной связи.
12 января 1930 года с помощью азбуки Морзе был осуществлён первый в мире сеанс радиосвязи между диаметрально противоположными точками земного шара — советской арктической полярной станцией «Бухта Тихая» на архипелаге Земля Франца-Иосифа и американской антарктической базой «Литл-Америка» на шельфовом леднике Росса.
По мере развития технологий передачи информации всё больше проявлялись недостатки азбуки Морзе — ограниченная скорость и зависимость качества связи при ручной передаче и приёме от таких субъективных факторов, как уровень подготовленности или степень усталости оператора, а также чрезмерная сложность для автоматического распознавания техникой тех лет. Тем не менее, благодаря высокой помехоустойчивости и возможности передачи по различным каналам цифровой и аналоговой связи морзянка долгое время успешно сосуществовала с более современными системами передачи данных, хотя и использовалась, как правило, в служебном радиообмене, когда решались вопросы установления связи, выбора рабочих частот и видов модуляции, а также при нарушении работы скоростного радиоканала.
Во время работы азбукой Морзе (особенно в служебном радиообмене) широко используются международные коды и сокращения наиболее часто встречающихся слов и фраз. Это не только ускоряет радиообмен, но и позволяет операторам понимать друг друга без знания языка. Наиболее распространены Q-код (Щ-код), созданный в 1909 году для морской радиосвязи, и буквенные сокращения, пришедшие из проводного телеграфа; реже используется Z-код. Список международных сокращений и кодов зафиксирован в документах ИКАО и МСЭ-R.
Особенно эффективно азбука Морзе используется при радиосвязи на коротких волнах, отличающихся нестабильностью и непредсказуемостью. Почти вся аппаратура коротковолновой связи имеет вид модуляции, специально предназначенный для использования азбуки Морзе — амплитудный телеграф (в радиолюбительской аппаратуре обычно обозначается CW (от англ. Continuous wave — «непрерывный сигнал»), в профессиональной — A1).
В конце XX века, с появлением более совершенных цифровых видов радиосвязи, морзянка начала выходить из употребления. В настоящее время использование азбуки Морзе в радиосвязи более не является обязательным, и теперь она используется в основном радиолюбителями или в качестве позывных сигналов автоматических радиомаяков. Тем не менее, в ряде случаев (например, при чрезвычайной ситуации или бедствии) код Морзе признаётся наиболее эффективным, а иногда и единственно доступным средством связи.

## Телеграфная азбука

### Принцип кодирования
Азбука Морзе является неравномерным кодом, основанным на принципе, что более употребительные в английском языке буквы кодируются более короткими и простыми сочетаниями точек и тире, что делает освоение азбуки Морзе проще, а передачу быстрее. Этот принцип Сэмюэл Морзе подсмотрел в типографии, где подсчитал количество типографских литер, используемых наборщиками в работе, и тем самым определил, какие буквы наиболее часто используются в текстах.
Все буквы в азбуке содержат от 1 до 4 элементов, за исключением буквы Э, состоящей из пяти элементов (▄▄▄▄▄▄▄▄▄▄▄▄▄▄). Все цифры содержат по 5 элементов. Так как цифры являются довольно длинными, существует их сокращённый вариант, когда серия тире в символе заменяется одним тире. При этом, однако, надо учитывать, что часть цифр превращается в буквы, и они не должны быть перепутаны при декодировании.

### Скорость передачи
Передаваться и приниматься информация азбукой Морзе может с различной скоростью, это зависит от возможностей и опыта радистов.
Скорость передачи кода Морзе чаще всего выражается в количестве слов (групп) в минуту — WPM (от англ. words per minute), или в количестве символов в минуту — CPM (от англ. characters per minute). Существует также физическая скорость манипуляции — аналог бодовой скорости (baud rate), которая для азбуки Морзе обычно выражается через длительность самого короткого сигнала — точки. Так как код неравномерен, средняя длительность символов для разных алфавитов, а также для букв и цифр, отличается; кроме того, отличается и длина слов в различных текстах. Всё это может вызвать проблемы с определением скорости передачи, поэтому по умолчанию размер слова или группы принимается равным 5 символам. Кроме самих символов, в него входят четыре межсимвольных интервала (длительностью по 3 точки каждый) и один стандартный интервал между словами (7 точек). Таким образом:
{\displaystyle WPM={\frac {CPM}{5}}}
Чтобы определить среднюю длительность символа, для латинского алфавита за образец приняты слова Paris (Париж) и Codex (кодекс). Общая длина слова Paris с учётом всех интервалов составляет 50 точек, и средняя длина символа в нём (10 точек) соответствует передаче осмысленного английского текста. Длительность звучания точки, которая определяет скорость манипуляции, можно рассчитать по формуле:
{\displaystyle T={\frac {1,2}{WPM}}} (с)
Слово Codex имеет длину 60 точек, и средняя длина символа в нём (12 точек) соответствует передаче случайного набора букв, характерного для зашифрованных (чисто буквенных) радиограмм. Длительность точки для данного случая будет меньше и составит:
{\displaystyle T={\frac {1}{WPM}}} (с)
Средняя длина символа в цифровой радиограмме с равномерной частотностью цифр составит уже 17,8 точек, и длительность точки при том же самом WPM будет ещё меньше.
Таким образом, для сохранения скорости передачи в словах в минуту (WPM) или в символах в минуту (CPM) скорость манипуляции должна меняться в зависимости от передаваемого текста. Это учитывается при проведении соревнований по радиоспорту. Тем не менее, при автоматической передаче с помощью компьютеров, автоматических телеграфных ключей или клавиатурных датчиков кода Морзе привязка зачастую идёт к скорости манипуляции (длительности точки), не зависящей от набора передаваемых символов, и шкала установки скорости таких устройств градуируется в WPM по слову Paris или Codex. В результате этого реальная скорость передачи радиограммы из случайного набора латинских букв может оказаться ниже установленной в 1,2 раза, а цифр — в 1,78 раза.
Таким образом, говорить о скорости передачи в словах (символах) в минуту в применении к коду Морзе можно только приблизительно, так как число повторений различных символов имеет статистический характер и даже при точном соблюдении всех временных интервалов возможна определённая погрешность. При ручной передаче, в том числе на различных электронных ключах и клавиатурных датчиках Морзе, погрешность может быть ещё выше, в основном из-за различной длительности межсимвольных (межгрупповых) интервалов. Передача при удлинённых межсимвольных интервалах (в несколько раз более стандартных 3 точек) применяется при обучении слуховому приёму азбуки Морзе.

### Техника передачи и приёма
Передача кодов Морзе производится при помощи телеграфного ключа различных конструкций: классического ключа Морзе, электронного ключа, механических полуавтоматов типа «виброплекс», а также при помощи клавиатурных датчиков кода Морзе (например, Р-010, Р-020) и электронных устройств, автоматически формирующих телеграфное сообщение. При достаточной квалификации оператора приём коротких сообщений возможен без записи, но обычно весь принимаемый текст должен быть записан либо вручную, либо на печатной машинке. При приёме опытные радисты производят запись с отставанием на несколько знаков, что делает приём более спокойным и надёжным и является показателем мастерства оператора (на высоких скоростях, выше 150 знаков в минуту, отставание может составить до 100 знаков за полминуты — радисту приходится их запоминать и дописывать после окончания радиограммы). При приёме на высоких скоростях (более 125 знаков в минуту) приходится записывать тексты, отказавшись от стандартных алфавитных символов и используя специальные укороченные значки (например, знак «точка» (·) для буквы Е или знак «галочка» (v) для буквы Ж). В таком варианте после окончания приёма радисту необходимо переводить текст в символы обычного алфавита.

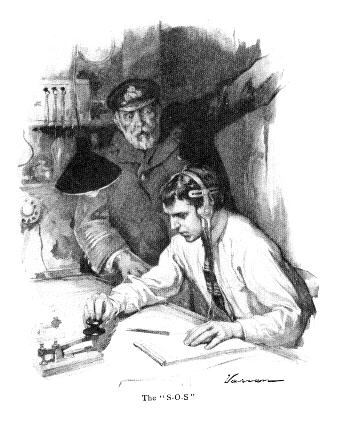
Радист передаёт сигнал SOS при помощи азбуки Морзе

Телеграф и радиотелеграф первоначально использовали азбуку Морзе; позже стали применяться более удобные для автоматизации равномерные коды — различные варианты кода Бодо и ASCII. Впрочем, сейчас и для азбуки Морзе есть средства автоматической генерации и распознавания, например, свободно распространяемая программа для персонального компьютера CwType. Кроме того, радиолюбителями разработано множество аппаратных декодеров азбуки Морзе на базе микроконтроллеров.

### Обучение
Запомнить, как кодируются символы в азбуке Морзе, довольно просто. В этом могут помочь различные визуально-ассоциативные таблицы, в которых буквы алфавита и цифры изображены в виде точек и тире. Однако такое обучение не позволит принимать код Морзе на слух с достаточной скоростью, так как подсчёт точек и тире и перевод каждого символа потребует от оператора слишком большой нагрузки и времени.
Обучение слуховому приёму чаще всего производится при помощи «напевов» или словоформ, позволяющих запомнить ритмическую структуру знака без разделения его на отдельные точки и тире. Структура (напев) знака состоит из условных речевых обозначений «ти» (точка) и «таа» (тире), произносимых с соответствующими длительностями и интервалами. Словоформа образуется аналогично, только каждый символ сопоставляется слову или фразе с количеством и длительностью слогов, соответствующим его ритмической структуре в коде Морзе. При этом для простоты запоминания первая буква или смысл фразы должны легко ассоциироваться с символом.
По мере обучения формируется ассоциативно-рефлекторная связь между звучанием и значением символа. Это позволяет относительно легко научиться передавать и принимать азбуку Морзе со скоростями 50—100 знаков в минуту, что уже достаточно для её использования в практической радиосвязи. Дальнейшее повышение скорости во многом зависит от индивидуальных способностей человека. Как правило, обучение легче даётся людям с развитыми чувством ритма и музыкальным слухом.
Уже при средних скоростях передачи становится невозможно успеть записать текст обычным способом, поэтому в ходе обучения часто отрабатываются и методы сокращённой записи радиограмм. Как правило, упрощёнными знаками заменяются наиболее сложные в написании буквы. При высоких скоростях полностью переходят на стенографическое письмо либо набор текста на клавиатуре.

### Азбука Морзе в радиоспорте
Согласно правилам радиоспорта, утверждённым приказом Минспорта России № 1102 от 25 декабря 2017 года, азбука Морзе используется в соревнованиях по скоростной радиотелеграфии, включающих в себя скоростные приём и передачу радиограмм и радиолюбительских позывных (упражнения «Rufz» и «Morse Runner»), а также в соревнованиях по радиосвязи на коротких волнах. Кроме того, позывные в коде Морзе применяются для радиомаяков в соревнованиях по «охоте на лис».

## Напевы
На практике вместо заучивания количества точек и тире и их последовательности запоминают так называемый «напев» (мнемоническую словесную форму), соответствующий каждому знаку кода Морзе. «Напевы» не являются стандартными, они могут различаться в зависимости от школы обучения или вообще не применяться (тогда обучаемый запоминает «мелодию» символа).
| Русский символ       | Латинский символ     | Код Морзе | «Напевы»                                                                             |
| -------------------- | -------------------- | --------- | ------------------------------------------------------------------------------------ |
| А                    | Aо файле             | ▄         | ай-даа, ай-ваа                                                                       |
| Б                    | Bо файле             | ▄         | баа-ки-те-кут, беей-ба-ра-бан                                                        |
| В                    | Wо файле             | ▄         | ви-даа-лаа, вол-чаа-таа                                                              |
| Г                    | Gо файле             | ▄         | гаа-раа-жи, гаа-гаа-рин                                                              |
| Д                    | Dо файле             | ▄         | доо-ми-ки                                                                            |
| Е (также и Ё)        | Eо файле             | ▄         | есть                                                                                 |
| Ж                    | Vо файле             | ▄         | же-ле-зис-тоо, бук-воч-ка-жее                                                        |
| З                    | Zо файле             | ▄         | заа-каа-ти-ки                                                                        |
| И                    | Iо файле             | ▄         | и-ди, ишь-ты                                                                         |
| Й                    | Jо файле             | ▄         | йес-наа-паа-раа, Йош-каа-роо-лаа, и-краа-ткоо-еее                                    |
| К                    | Kо файле             | ▄         | каак-же-таак, каак-де-лаа                                                            |
| Л                    | Lо файле             | ▄         | лу-наа-ти-ки                                                                         |
| М                    | Mо файле             | ▄         | маа-маа, Маа-шаа                                                                     |
| Н                    | Nо файле             | ▄         | ноо-мер, наа-те                                                                      |
| О                    | Oо файле             | ▄         | оо-коо-лоо                                                                           |
| П                    | Pо файле             | ▄         | пи-лаа-поо-ёт                                                                        |
| Р                    | Rо файле             | ▄         | ре-шаа-ет, ру-каа-ми, ра-кее-та                                                      |
| С                    | Sо файле             | ▄         | си-ни-е, са-мо-лёт                                                                   |
| Т                    | Tо файле             | ▄         | таак, таам                                                                           |
| У                    | Uо файле             | ▄         | у-нес-лоо, у-бе-гуу                                                                  |
| Ф                    | Fо файле             | ▄         | фи-ли-моон-чик                                                                       |
| Х                    | Hо файле             | ▄         | хи-ми-чи-те                                                                          |
| Ц                    | Cо файле             | ▄         | цаа-пли-наа-ши, цаа-пли-цаа-пли                                                      |
| Ч                    | Ö                    | ▄         | чаа-шаа-тоо-нет, чее-лоо-вее-чек                                                     |
| Ш                    | CH                   | ▄         | шаа-роо-ваа-рыы, шуу-раа-доо-маа                                                     |
| Щ                    | Qо файле             | ▄         | щаа-ваам-не-шаа, щуу-каа-жи-ваа                                                      |
| Ъ                    | Ñ                    | ▄         | твёёр-дыый-не-мяяг-киий                                                              |
| Ы                    | Yо файле             | ▄         | ыы-не-наа-доо                                                                        |
| Ь (также и Ъ)        | Xо файле             | ▄         | тоо-мяг-кий-знаак, знаак-мяг-кий-знаак                                               |
| Э                    | É                    | ▄         | э-ле-роо-ни-ки, э-ле-ктроо-ни-ка                                                     |
| Ю                    | Ü                    | ▄         | ю-ли-аа-наа                                                                          |
| Я                    | Ä                    | ▄         | я-маал-я-маал                                                                        |
| 1о файле             | 1о файле             | ▄         | и-тооль-коо-оо-днаа                                                                  |
| 2о файле             | 2о файле             | ▄         | две-не-хоо-роо-шоо                                                                   |
| 3о файле             | 3о файле             | ▄         | три-те-бе-маа-лоо                                                                    |
| 4о файле             | 4о файле             | ▄         | че-тве-ри-те-каа                                                                     |
| 5о файле             | 5о файле             | ▄         | пя-ти-ле-ти-е                                                                        |
| 6о файле             | 6о файле             | ▄         | поо-шес-ти-бе-ри                                                                     |
| 7о файле             | 7о файле             | ▄         | даа-даа-се-ме-ри                                                                     |
| 8о файле             | 8о файле             | ▄         | воо-сьмоо-гоо-и-ди                                                                   |
| 9о файле             | 9о файле             | ▄         | ноо-наа-ноо-наа-ми                                                                   |
| 0о файле             | 0о файле             | ▄         | нооль-тоо-оо-коо-лоо                                                                 |
| Точка                | Точка                | ▄         | то-чеч-ка-то-чеч-ка                                                                  |
| Запятая              | Запятая              | ▄         | крю-чоок-крю-чоок-крю-чоок                                                           |
| Двоеточие            | Двоеточие            | ▄         | двоо-ее-тоо-чи-е-ставь                                                               |
| Точка с запятой      | Точка с запятой      | ▄         | тоо-чка-заа-пя-таа-я                                                                 |
| Скобка               | Скобка               | ▄         | скоо-бку-стаавь-скоо-бку-стаавь, скоо-бку-тыы-мнее-пи-шии                            |
| Апостроф             | Апостроф             | ▄         | крю-чоок-тыы-веерх-ниий-ставь                                                        |
| Кавычки              | Кавычки              | ▄         | ка-выы-чки-ка-выы-чки, ка-выы-чки-от-крыы-ли, ка-выы-чки-за-крыы-ли                  |
| Тире                 | Тире                 | ▄         | чёёр-точ-ку-мне-да-ваай, чёёр-точ-ку-ты-пи-шии                                       |
| Косая черта          | Косая черта          | ▄         | дрообь-здесь-пред-стаавь-те, доо-ми-ки-ноо-мер                                       |
| Подчёркивание        | Подчёркивание        | ▄         | под-черк-нии-ээ-то-тыы                                                               |
| Вопросительный знак  | Вопросительный знак  | ▄         | вы-ку-даа-смоо-три-те, до-про-сии-лии-е-го, у-нес-лоо-доо-ми-ки, э-ти-воо-проо-си-ки |
| Восклицательный знак | Восклицательный знак | ▄         | оо-наа-вос-кли-цаа-лаа                                                               |
| Плюс                 | Плюс                 | ▄         | плю-сууй-плю-сууй-ка                                                                 |
| Знак раздела         | Знак раздела         | ▄         | рааз-де-ли-те-каа                                                                    |
| Ошибка/перебой       | Ошибка/перебой       | ▄         | хи-ми-чи-те-хи-ми-чи-те, ше-стью-во-семь-со-рок-во-семь                              |
| Коммерческое «эт»    | Коммерческое «эт»    | ▄         | со-баа-каа-ре-шаа-ет, со-баа-каа-ку-саа-ет                                           |
| Конец связи          | Конец связи          | ▄         | си-ни-е-каак-же-таак                                                                 |

Аудиозапись музыкального звучания цифр, знаков препинания и латинских букв.

## Сокращения
Для ускорения радиообмена широко используются условные кодовые сокращения: специальные «Q-коды» и многочисленные жаргонные выражения, например:
- GM, GA, GE, GN (от good morning, good afternoon, good evening, good night), ЗДР — приветствие;
- CQ (вероятно, от seek you) — общий вызов;
- DE (далее позывной) — это такой-то;
- GB (от good bye), ДСВ — до свидания;
- K (от key — ключ, работать ключом) — передавайте, перехожу на приём;
- PSE (от please) — пожалуйста;
- QRZ? — кто меня вызывает?;
- QRS — передавайте медленнее;
- QRQ — передавайте быстрее;
- R (от roger that) — вас понял;
- TKS, TNX (от thanks), СПБ, БЛГ — спасибо;
- 73 — наилучшие пожелания.

## Альтернативное отображение кодов
Некоторые методы обучения или изучения азбуки Морзе.

Графическое представление таблицы кодов: пользователь идёт сверху по левым веткам по точкам и по правым веткам по тире, пока не закончит ввод символа.

## Достоинства
- Высокая помехозащищённость при приёме на слух в условиях сильных радиопомех;
- Возможность кодирования вручную;
- Узкая полоса занимаемых частот;
- Запись и воспроизведение сигналов простейшими устройствами.

## Недостатки
- Неэкономичность, на передачу одного знака кода требуется в среднем 9,5 элементарных посылок;
- Малая пригодность для буквопечатающего приёма (из-за переменной длины кода);
- Низкая скорость телеграфирования (из-за переменной длины кода необходимы длинные паузы между передаваемыми символами).

## Первое сообщение, переданное азбукой Морзе
Первое официальное сообщение было передано 24 мая 1844 года. Из помещения Верховного Суда в Вашингтоне в Балтимор была отправлена телеграмма из одной фразы: «What hath God wrought!». Данное сообщение соответствует окончанию библейского стиха из книги Чис. 23:23 в переводе короля Иакова, в русском синодальном переводе — «Вот что творит Бог!».

### Комментарии
1. ↑  По современной классификации МСЭ-R — класс излучения A2.
2. ↑  По современной классификации МСЭ-R — класс излучения A1.
3. ↑  В русской интерпретации кода Морзе эта частотность повторения незначительно отличается.
4. ↑  Для твёрдого знака применялось также сочетание «▄▄▄▄▄▄▄▄▄▄▄▄▄▄▄▄▄▄▄▄». Сейчас практически всегда вместо Ъ передают Ь.